# Алдіс Попенс
Алдіс Попенс (латис. Aldis Popens; народився 22 липня 1990, Нулл, Латвія) — латвійський хокеїст, нападник. Виступає в ризькому Динамо-Юніорс, виступав у складі юніорської збірної Латвії (U-18).